# Schizosaccharomycetales
De Schizosaccharomycetales vormen een orde van de ascomyceten binnen het rijk van de schimmels. Het zijn saprofyten, die van suikerhoudende uitscheidingsstoffen van planten leven.De soort Schizosaccharomyces pombe wordt gebruikt bij het traditioneel brouwen van bier en als modelorganisme bij de moleculaire biologie en de celbiologie.
Tot deze orde behoren de splijtingsgisten.
Er wordt geen mycelium gevormd of het is maar zwak ontwikkeld. De vegetatieve cellen zijn cilindrisch en vermeerderen zich ongeslachtelijk door een enkelvoudige celdeling (binaire deling), waarbij twee dochtercellen ontstaan, vandaar de naam splijtingsgist. De echte gisten, die tot de Saccharomycetes behoren, vermeerderen zich door knopvorming.
Door voedselgebrek begint de geslachtelijke voortplanting met de versmelting van twee vegetatieve cellen tot een ascus. Er wordt geen ascocarp of weefsel tussen de asci gevormd. Na de versmelting van twee vegetatieve cellen volgt karyogamie en meiose. De vier celkernen kunnen zich nog een keer delen, waardoor er vier of acht ascosporen gevormd worden.
Na plasmogamie kunnen deze gisten zich ook door dikaryotische cellen vermeerderen.

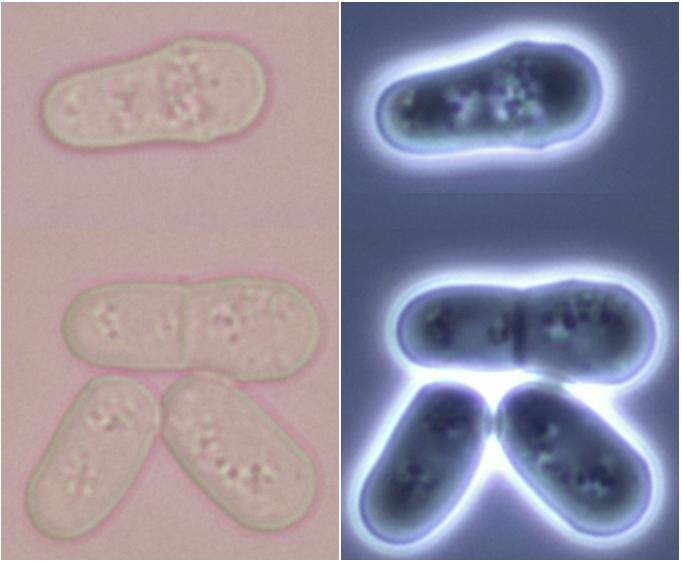
Celdelingstadia bij vegetatieve vermeerdering van Schizosaccharomyces pombe
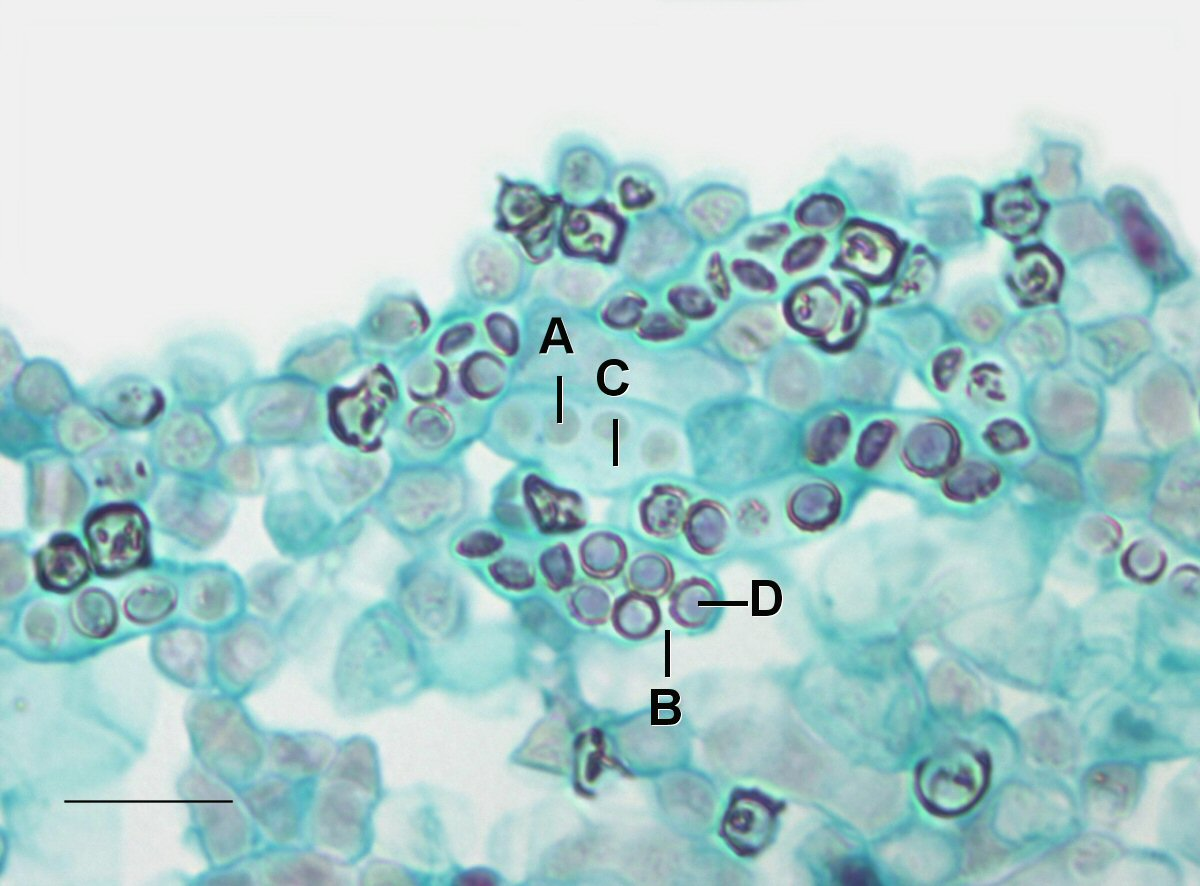
Generatieve vermeerdering bij Schizosaccharomyces octosporus: A=Ascospore, B=Ascus, C= Ascus met vier ascosporen, D=Ascospore met een beschermingswand. Meetstreepje = 0,01 mm.

## Taxonomie
De taxonomische indeling van de Schizosacchariales is als volgt:
- Klasse: Schizosaccharomycetes
  - Orde: Schizosaccharomycetales
    - Familie: Schizosaccharomycetaceae
      - Geslacht: Hasegawaea
        - Soort: Hasegawaea japonica

      - Geslacht: Schizosaccharomyces
        - Soort: Schizosaccharomyces cryophilus
        - Soort: Schizosaccharomyces kambucha
        - Soort: Schizosaccharomyces malidevorans
        - Soort: Schizosaccharomyces octosporus
        - Soort: Schizosaccharomyces pombe